# Cup of China de 2006
Cup of China de 2006 foi a quarta edição da Cup of China, um evento anual de patinação artística no gelo organizado pela Associação Chinesa de Patinação (em inglês:  Chinese Skating Association), e que fez parte do Grand Prix de 2006–07. A competição foi disputada entre os dias 9 de novembro e 11 de novembro, na cidade de Nanjing, China.

## Eventos
- Individual masculino
- Individual feminino
- Duplas
- Dança no gelo

## Medalhistas
| Evento                        | Ouro                                     | Prata                                            | Bronze                                       |
| Individual masculino detalhes | Evan Lysacek · Estados Unidos            | Sergei Davydov · Bielorrússia                    | Emanuel Sandhu · Canadá                      |
| Individual feminino detalhes  | Júlia Sebestyén · Hungria                | Yukari Nakano · Japão                            | Emily Hughes · Estados Unidos                |
| Duplas detalhes               | Shen Xue · Zhao Hongbo · China           | Pang Qing · Tong Jian · China                    | Aliona Savchenko · Robin Szolkowy · Alemanha |
| Dança no gelo detalhes        | Oksana Domnina · Maxim Shabalin · Rússia | Tanith Belbin · Benjamin Agosto · Estados Unidos | Jana Khokhlova · Sergei Novitski · Rússia    |

## Resultados

### Individual masculino
| Pos.              | Nome               | Nacionalidade  | Pontos | PC         | PL         |
| ----------------- | ------------------ | -------------- | ------ | ---------- | ---------- |
| Medalha de ouro   | Evan Lysacek       | Estados Unidos | 220.04 | 69.20 (2)  | 150.84 (1) |
| Medalha de prata  | Sergei Davydov     | Bielorrússia   | 199.11 | 69.45 (1)  | 129.66 (3) |
| Medalha de bronze | Emanuel Sandhu     | Canadá         | 193.39 | 63.55 (4)  | 129.84 (2) |
| 4                 | Scott Smith        | Estados Unidos | 192.38 | 63.77 (3)  | 128.61 (4) |
| 5                 | Kensuke Nakaniwa   | Japão          | 182.74 | 60.73 (6)  | 122.01 (6) |
| 6                 | Alexander Uspenski | Rússia         | 178.59 | 56.22 (9)  | 122.37 (5) |
| 7                 | Yannick Ponsero    | França         | 177.09 | 62.90 (5)  | 114.19 (8) |
| 8                 | Wu Jialiang        | China          | 175.52 | 57.75 (7)  | 117.77 (7) |
| 9                 | Gao Song           | China          | 154.28 | 55.47 (10) | 98.81 (9)  |
| 10                | Ryo Shibata        | Japão          | 153.63 | 57.40 (8)  | 96.23 (10) |
| WD                | Li Chengjiang      | China          | —      | — (WD)     |            |

### Individual feminino
| Pos.              | Nome            | Nacionalidade  | Pontos | PC         | PL         |
| ----------------- | --------------- | -------------- | ------ | ---------- | ---------- |
| Medalha de ouro   | Júlia Sebestyén | Hungria        | 153.80 | 52.82 (3)  | 100.98 (1) |
| Medalha de prata  | Yukari Nakano   | Japão          | 151.27 | 54.90 (2)  | 96.37 (2)  |
| Medalha de bronze | Emily Hughes    | Estados Unidos | 151.12 | 56.74 (1)  | 94.38 (3)  |
| 4                 | Xu Binshu       | China          | 136.31 | 49.54 (6)  | 86.77 (5)  |
| 5                 | Beatrisa Liang  | Estados Unidos | 134.99 | 49.72 (5)  | 85.27 (8)  |
| 6                 | Mai Asada       | Japão          | 134.27 | 47.26 (8)  | 87.01 (4)  |
| 7                 | Elena Sokolova  | Rússia         | 134.17 | 48.50 (7)  | 85.67 (6)  |
| 8                 | Aki Sawada      | Japão          | 133.33 | 49.98 (4)  | 83.35 (9)  |
| 9                 | Liu Yan         | China          | 125.23 | 39.88 (11) | 85.35 (7)  |
| 10                | Kim Chae-Hwa    | Coreia do Sul  | 115.19 | 40.98 (10) | 74.21 (10) |
| 11                | Fang Dan        | China          | 113.38 | 41.52 (9)  | 71.86 (11) |
| 12                | Roxana Luca     | Romênia        | 100.83 | 32.40 (12) | 68.43 (12) |

### Duplas
| Pos.              | Nome                                          | Nacionalidade  | Pontos | PC        | PL         |
| ----------------- | --------------------------------------------- | -------------- | ------ | --------- | ---------- |
| Medalha de ouro   | Shen Xue / Zhao Hongbo                        | China          | 193.59 | 68.90 (1) | 124.69 (1) |
| Medalha de prata  | Pang Qing / Tong Jian                         | China          | 172.56 | 62.00 (2) | 110.56 (3) |
| Medalha de bronze | Aliona Savchenko / Robin Szolkowy             | Alemanha       | 171.63 | 58.64 (3) | 112.99 (2) |
| 4                 | Valérie Marcoux / Craig Buntin                | Canadá         | 165.11 | 56.68 (4) | 108.43 (4) |
| 5                 | Dorota Siudek / Mariusz Siudek                | Polônia        | 151.65 | 50.74 (5) | 100.91 (5) |
| 6                 | Julia Vlassov / Drew Meekins                  | Estados Unidos | 125.55 | 43.76 (6) | 81.79 (6)  |
| 7                 | Li Jiaqi / Xu Jiankun                         | China          | 122.03 | 41.70 (8) | 80.33 (7)  |
| 8                 | Emilie Demers Boutin / Pierre-Philippe Joncas | Canadá         | 118.48 | 43.00 (7) | 75.48 (8)  |
| 9                 | Stacey Kemp / David King                      | Reino Unido    | 112.66 | 38.60 (9) | 74.06 (9)  |

### Dança no gelo
| Pos.              | Nome                                  | Nacionalidade  | Pontos | DC         | DO         | DL         |
| ----------------- | ------------------------------------- | -------------- | ------ | ---------- | ---------- | ---------- |
| Medalha de ouro   | Oksana Domnina / Maxim Shabalin       | Rússia         | 188.41 | 36.86 (1)  | 58.42 (2)  | 93.13 (1)  |
| Medalha de prata  | Tanith Belbin / Benjamin Agosto       | Estados Unidos | 187.15 | 36.75 (2)  | 58.90 (1)  | 91.50 (2)  |
| Medalha de bronze | Jana Khokhlova / Sergei Novitski      | Rússia         | 173.86 | 31.61 (3)  | 53.98 (3)  | 88.27 (3)  |
| 4                 | Alexandra Zaretski / Roman Zaretski   | Israel         | 158.37 | 30.20 (4)  | 48.64 (4)  | 79.53 (4)  |
| 5                 | Pernelle Carron / Mathieu Jost        | França         | 151.46 | 28.25 (6)  | 47.61 (5)  | 75.60 (5)  |
| 6                 | Anastasia Grebenkina / Vazgen Azrojan | Armênia        | 150.77 | 29.19 (5)  | 46.31 (6)  | 75.27 (6)  |
| 7                 | Lauren Senft / Leif Gislason          | Canadá         | 143.69 | 27.70 (7)  | 43.73 (7)  | 72.26 (7)  |
| 8                 | Mylène Girard / Bradley Yaeger        | Canadá         | 140.11 | 26.00 (8)  | 42.91 (8)  | 71.20 (8)  |
| 9                 | Olga Akimova / Alexander Shakalov     | Uzbequistão    | 127.23 | 22.33 (10) | 39.18 (9)  | 65.72 (9)  |
| 10                | Huang Xintong / Zheng Xun             | China          | 125.91 | 23.17 (9)  | 39.03 (10) | 63.71 (11) |
| 11                | Yu Xiaoyang / Wang Chen               | China          | 124.09 | 21.86 (11) | 37.69 (11) | 64.54 (10) |

## Quadro de medalhas
| Ordem | País           | Medalha de ouro | Medalha de prata | Medalha de bronze |    | Ordem por total |
| ----- | -------------- | --------------- | ---------------- | ----------------- | -- | --------------- |
| 1     | Estados Unidos | 1               | 1                | 1                 | 3  | 1               |
| 2     | China          | 1               | 1                |                   | 2  | 2               |
| 3     | Rússia         | 1               |                  | 1                 | 2  | 2               |
| 4     | Hungria        | 1               |                  |                   | 1  | 4               |
| 5     | Bielorrússia   |                 | 1                |                   | 1  | 4               |
| 5     | Japão          |                 | 1                |                   | 1  | 4               |
| 7     | Alemanha       |                 |                  | 1                 | 1  | 4               |
| 7     | Canadá         |                 |                  | 1                 | 1  | 4               |
| TOTAL | TOTAL          | 4               | 4                | 4                 | 12 | —               |